# Hades Almighty
 For alternative betydninger, se Hades. (Se også artikler, som begynder med Hades)
Hades Almighty er et norsk black metal-band. Det blev dannet i Bergen i 1992 under navnet Hades, og udgav en demo, et splitalbum samt to studiealbum under det navn før de i 1999 skiftede navn, da det amerikanske band af samme navn blev gendannet. Sammen med navneskiftet fulgte også en ændring i musikstilen, som blev mere progressiv.

## Medlemmer
- Janto Garmanslund – Vokal, bas, keyboard
- Jørn Inge Tunsberg – Guitar, keyboard
- Remi Andersen – Trommer, perkussion, støttevokal

### Tidligere medlemmer
- Wilhelm Nagel – Guitar (1993-1994)
- Stig Hagenes – Guitar (1994-1999)
- Havaard fra Bak De Syv Fjell skulle angiveligt også have været medlem en overgang.[1]

## Diskografi

### Som Hades

#### Demoer
- 1993: Alone Walkyng

#### Studiealbum
- 1994: ...Again Shall Be
- 1997: The Dawn of the Dying Sun

#### Splitalbum
- 1996: Katatonia/Hades (split med Katatonia)

### Som Hades Almighty

#### Studiealbum
- 1999: Millenium Nocturne
- 2001: The Pulse of Decay

## Fodnoter
1. 1 2  Hades Almighty på Encyclopaedia Metallum
2. ↑  Hades på Encyclopaedia Metallum

## Eksterne links
- Officiel hjemmeside Arkiveret 3. februar 2009 hos  Wayback Machine
- Hades Almighty på Myspace
- Hades Almighty på Encyclopaedia Metallum
- Hades på Encyclopaedia Metallum

| Musikgruppe | Spire Denne artikel om en norsk musikgruppe er en spire som bør udbygges. Du er velkommen til at hjælpe Wikipedia ved at udvide den. |